# Planet Heights
Planet Heights är en kulle i Antarktis. Den ligger i Västantarktis. Argentina, Chile och Storbritannien gör anspråk på området. Toppen på Planet Heights är 722 meter över havet.
Terrängen runt Planet Heights är lite bergig. Trakten är obefolkad. Det finns inga samhällen i närheten. 